# Priorat
Priorat is een comarca van de Spaanse autonome regio Catalonië. Het is onderdeel van de provincie Tarragona. In 2005 telde Priorat 9665 inwoners op een oppervlakte van 498,60 km². De hoofdstad van de comarca is Falset.

## Gemeenten
| Gemeente                | Inwoners | Gemeente               | Inwoners | Gemeente              | Inwoners |
| ----------------------- | -------- | ---------------------- | -------- | --------------------- | -------- |
| Bellmunt del Priorat    | 320      | La Bisbal de Falset    | 254      | Cabacés               | 340      |
| Capçanes                | 400      | Cornudella de Montsant | 948      | Falset                | 2658     |
| La Figuera              | 190      | Gratallops             | 223      | Els Guiamets          | 327      |
| Lloar                   | 126      | Marçà                  | 621      | Margalef              | 125      |
| El Masroig              | 539      | El Molar               | 286      | Morera de Montsant    | 168      |
| Poboleda                | 353      | Porrera                | 498      | Pradell de la Teixeta | 192      |
| La Torre de Fontaubella | 135      | Torroja del Priorat    | 150      | Ulldemolins           | 490      |
| La Vilella Alta         | 132      | La Vilella Baixa       | 190      |                       |          |